# Issoria falklandica
Issoria falklandica är en fjärilsart som beskrevs av Charles James Watkins 1924. Issoria falklandica ingår i släktet Issoria och familjen praktfjärilar. Inga underarter finns listade i Catalogue of Life.